# Повітряна обсерваторія Койпера
Повітряна обсерваторія імені Койпера (англ. Kuiper Airborne Observatory, скорочено КАО) — повітряна обсерваторія, що працювала в рамках проєкту НАСА з дослідження космосу в діапазоні інфрачервоного випромінювання. Це була літаюча лабораторія на основі реактивного літака С-141, зі збільшеною дальністю польоту до 11 000 км, і максимальною висотою польоту 14 км. Вона почала працювати 1974 року і була виведена з експлуатації 1995 року.
За допомогою цієї повітряної лабораторії було зроблено низку великих відкриттів, зокрема відкрито кільця Урана і доведено існування атмосфери на Плутоні.
Лабораторія була названа на честь Джерарда Койпера.